# Svaz požární ochrany
Svaz požární ochrany byla státní organizace sdružující dobrovolné hasiče i hasiče z povolání v Československu, která měla na starosti zajišťovat požární ochranu státu. Organizace vznikla v říjnu 1945 jako Svaz československého hasičstva. Svaz zanikl v roce 1992, když se oficiálně rozdělil na Sdružení hasičů Čech, Moravy a Slezska a Dobrovolnou požární ochranu Slovenské republiky.

## Dějiny
V období první republiky organizaci hasičů zajišťoval Svaz dobrovolného hasičstva československého, jehož fungování ukončila okupace Československa. V Protektorátu Čechy a Morava hasičskou službu vykonával Svaz českého hasičstva v Čechách a na Moravě, ve Slovenském státu to byl pak Slovenský hasičský zväz vzniklý z tzv. Zemské hasičské jednoty na Slovensku. Jejich faktickým sloučením po osvobození Československa v roce 1945 vznikl základ organizace budoucího Svazu československého hasičstva.

## Svaz československého hasičstva
21. října 1945 byl vládním nařízením ustaven Svaz československého hasičstva (SČsH). Po událostech v Únoru 1948 byl svaz zařazen rozkazem Ministerstva vnitra do organizace takzvané obrozené Národní fronty.

## Československý svaz požární ochrany
15. a 16. března 1952 se v Praze konala celostátní konference svazu, která přijala usnesení o přejmenování na Československý svaz požární ochrany (ČSPO) k 1. lednu 1953. Ze sborů dobrovolných hasičů vznikly místní a závodní organizace, které řídil okresní a krajský výbor. Celou organizaci pak řídil Ústřední výbor ČSPO. Bylo rozhodnuto u změně pojmosloví z hasičů na požárníky. Reforma znamenala začátek budování organizace na principech vojensky organizované složky.
Od 1. ledna 1956 se místo hasičského oslovení „bratr – sestra“ zavádí oslovení „soudruh – soudružka“. 28. a 29. září 1956 se v Praze konal I. sjezd Československého svazu požární ochrany, který rozpracoval působnost a zapojení požární ochrany v plném rozsahu do souladu se zákonnými opatřeními tak, aby stanovy a veškerá činnost byla zaměřena k budování socialismu. Svaz zvyšuje svůj podíl aktivity v civilní obraně a začíná vzdělávat mládež ve spolupráci s Pionýrskou organizací svazu mládeže.
Přijetím zákona č. 18/1958 Sb. o požární ochraně došlo k postupné decentralizaci požární ochrany. Svazové orgány byly podříženi orgánům národních výborů. Reorganizace v letech 1958–1960 spolu se slučováním okresů znamenala vytvoření jednotek profesionálních hasičů řízených také jinými složkami spravovaných Ministerstvem vnitra. V roce 1968 spolu s federalizací Československa bylo rozhodnuto o zániku Československého svazu požární ochrany, respektive jeho vedoucí struktury, která přešla na nově vzniklý Svaz požární ochrany České socialistické republiky (SPO ČSR) a Svaz požární ochrany Slovenské socialistické republiky (SPO SSR).

## Svaz požární ochrany Československé socialistické republiky
V roce 1973 na celostátním sjezdu v Praze bylo rozhodnuto o vytvoření Svazu požární ochrany Československé socialistické republiky (SPO ČSSR), který vedl federální výbor v čele s celostátním předsedou.
V roce 1990 zasedalo v Jesenici u Prahy plénum ústředního výboru Svazu požární ochrany České socialistické republiky, které rozhodlo o tom, že základní organizace se změní na Sbory dobrovolných hasičů a Svaz požární ochrany ČSR se transformuje ve Sdružení hasičů Čech, Moravy a Slezska (SH ČMS).

## Svaz požární ochrany České a Slovenské Federativní Republiky
Svaz požární ochrany České a Slovenské Federativní Republiky (SPO ČSFR) fungoval jako volná federace Sdružení hasičů Čech, Moravy a Slezska a Zväzu požiarnej ochrany Slovenskej republiky. Svaz zanikl v roce 1992 a jeho pravomoci přešly na nástupnické organizace v obou republikách.

## Členská základna
V roce 1948 měl v celém Československu svaz 14 300 hasičských sborů se 328 914 členy. V roce 1956 měl 549 177 členů, z toho 68 766 žen, počet hasičských jednot činil 15 780.

## Organizační struktura

### Hodnosti (1953–1958)
| člen | požárníci | požárníci | požárníci | sbor | sbor | velitelé | velitelé | místní výbor | místní výbor | místní výbor | okresní výbor | okresní výbor | okresní výbor | krajský výbor | krajský výbor | krajský výbor | ústřední výbor | ústřední výbor | ústřední výbor | ústřední výbor | hudba |
| ---- | --------- | --------- | --------- | ---- | ---- | -------- | -------- | ------------ | ------------ | ------------ | ------------- | ------------- | ------------- | ------------- | ------------- | ------------- | -------------- | -------------- | -------------- | -------------- | ----- |

### Hodnosti (1960–1990)
| požárníci | požárníci | požárníci | požárníci | pracovní skupina | pracovní skupina | pracovní skupina | pracovní skupina | okrsek | okrsek | ústřední výbor | ústřední výbor | ústřední výbor | ústřední výbor | federální výbor | federální výbor | federální výbor | federální výbor | federální výbor |
| --------- | --------- | --------- | --------- | ---------------- | ---------------- | ---------------- | ---------------- | ------ | ------ | -------------- | -------------- | -------------- | -------------- | --------------- | --------------- | --------------- | --------------- | --------------- |